# Tiempo de silencio (película)
:Para la novela de Luis Martín-Santos, véase Tiempo de silencio (novela).
Tiempo de silencio es una película española de 1985 dirigida por Vicente Aranda basada en la novela homónima del escritor Luis Martín-Santos.

## Argumento
La película está ambientada en el Madrid de los años 40.
Pedro trabaja en un centro de investigación contra el cáncer. Un día Pedro necesita unos ratones y, por mediación de su ayudante Amador, recurre al Muecas, un personaje perteneciente al mundo de las chabolas, para que se las proporcione.

## Reparto
| Actor                 | Personaje              |
| --------------------- | ---------------------- |
| Imanol Arias          | Dr. Pedro Martín       |
| Victoria Abril        | Dorita                 |
| Charo López           | Charo, madre de Matías |
| Francisco Rabal       | Muecas                 |
| Juan Echanove         | Matías                 |
| Francisco Algora      | Amador                 |
| Joaquín Hinojosa      | Cartucho               |
| Diana Peñalver        | Florita                |
| Margarita Calahorra   | Ricarda                |
| Queta Claver          | doña Luisa             |
| María Isbert          | madre de Cartucho      |
| Sergio Mendizábal     | El director general    |
| Juan José Otegui      | El comisario           |
| Santiago Pons         | Steinberg, pintor      |
| Rosario García Ortega | dueña de la pensión    |

## Comentarios
Está basada en la novela homónima de Luis Martín-Santos (1924-1964).

## Premios

### Premios Goya
| Año  | Categoría                 | Persona        | Resultado |
| ---- | ------------------------- | -------------- | --------- |
| 1986 | Mejor actriz protagonista | Victoria Abril | Candidata |

- Datos: Q7801018